# Пиер Виал (политик)
Вижте пояснителната страница за други личности с името Пиер Виал.
Пиер Виал (на френски: Pierre Vial) е френски учен, председател на френската националистическа организация „Земя и народ“. Преподавател по „Средновековна история“ в Университета Жан – Мулан, Лион – III.

## Биография
Пиер Виал е роден на 25 декември 1942 година. Произхожда от семейство на бонапартисти и националисти. Пиер Виал подкрепя борбата за Френски Алжир, и се присъединява към „Млада Нация“ през 1958 година. През 1960-те години той е член на „Националното движение за Прогрес“ на Доминик Венер. През 1969 година той участва в основаването на организацията „GRECE“, на която не е член днес, неговите расиалистки позиции са антипод на идеите на Ален дьо Беноа. Присъединява се към Националния Фронт и през 1988 година е избран за общински съветник на FN във Вилюрбан, по-късно е избран за регионален съветник на FN за региона Рон – Алп. Той е определян за принципния представител във Франция на нео-езическата тенденция, с организацията „Земя и народ“, която той основава през 1995 година и чийто президент е до днес. Пиер Виал преподава Средновековна история в Университета Жан – Мулан, Лион – III, където е професор и е бил член на Института за Индо–европейски изследвания до 2004 година.
През февруари 2012 година той присъства на Международната националистическа конференция – „Европа на свободните нации, а не диктатура на евробюрократите“, организирана от Български национален съюз.